# نادي خورفكان
نادي خورفكان الرياضي الثقافي ناد كرة قدم من الإمارات العربية المتحدة يقع في خورفكان في امارة الشارقة، تأسس عام1981 بعد دمج نادي اليرموك مع خورفكان ليصبح اسمه نادي الخليج وفي عام 1981، وفي عام 2017 إعتمد الشيخ سلطان بن محمد القاسمي حاكم إمارة الشارقة تغيير اسم نادي الخليج إلى اسم نادي خورفكان.
يعتبر من أفضل الاندية في امارة الشارقة فقد قدم العديد من الاعبين للمنتخب الوطني ويعتبر الغريم التقليدي للنادي اتحاد كلباء ويعتبر من أفضل الاندية بالامارة الباسمة . يلقب بلمونديالي من قبل عشاقه ساهم في الكثير من الاعبين مع المنتخب الأول والذين برزوا مع المنتخب الوطني في كاس العالم ألوان النادي هي الاخضر والابيض .

## تشكيلة الفريق الحالية
ملاحظة: تشير الأعلام إلى المنتخب الوطني على النحو المحدد في قواعد الأهلية للفيفا. قد يحمل اللاعبون أكثر من جنسية واحدة غير تابعة للفيفا.
| الرقم | البلد                    | المركز | اللاعب                                   |
| ----- | ------------------------ | ------ | ---------------------------------------- |
| 1     | الإمارات العربية المتحدة | حارس   | أحمد الحوسني                             |
| 3     | كوريا الجنوبية           | مدافع  | كون كيونغ-وون                            |
| 4     | الإمارات العربية المتحدة | مدافع  | محمد علي شاكر                            |
| 5     | غينيا                    | وسط    | أحمدو كمارا U23                          |
| 6     | الإمارات العربية المتحدة | مدافع  | عبد الرحمن يوسف                          |
| 7     | البرازيل                 | مهاجم  | لورينسي                                  |
| 8     | الإمارات العربية المتحدة | وسط    | وليد حسين                                |
| 9     | البرازيل                 | مهاجم  | بيدرو هنريكي                             |
| 10    | البرازيل                 | وسط    | ماتيوس أوليفيرا                          |
| 12    | الإمارات العربية المتحدة | حارس   | أحمد محمود                               |
| 13    | الإمارات العربية المتحدة | حارس   | خالد سالم U23                            |
| 14    | المغرب                   | وسط    | أسامة نور الدين U23                      |
| 15    | الإمارات العربية المتحدة | مدافع  | عبد الله الكربي                          |
| 16    | الأرجنتين                | مدافع  | بيدرو بافلوف                             |
| 17    | الإمارات العربية المتحدة | مدافع  | سلطان الزعابي (معار من نادي شباب الأهلي) |
| 18    | كوريا الجنوبية           | وسط    | وون دو جي                                |
| 23    | الإمارات العربية المتحدة | مدافع  | سعيد أحمد عبد الله                       |

| الرقم | البلد                    | المركز | اللاعب                                      |
| ----- | ------------------------ | ------ | ------------------------------------------- |
| 27    | الإمارات العربية المتحدة | وسط    | سلطان الشامسي                               |
| 28    | الإمارات العربية المتحدة | مدافع  | نواف ضاوي U23                               |
| 30    | غينيا                    | مدافع  | عمر كيتا U23 (معار من نادي شباب الأهلي)     |
| 37    | المغرب                   | مهاجم  | أيمن رشوق                                   |
| 40    | الإمارات العربية المتحدة | وسط    | عبد الله النقبي                             |
| 43    | البرازيل                 | مدافع  | كايك كامبوس U23                             |
| 44    | الإمارات العربية المتحدة | وسط    | خالد جلال                                   |
| 48    | الإمارات العربية المتحدة | حارس   | جمال الحوسني                                |
| 55    | الإمارات العربية المتحدة | حارس   | علي عيسى U23                                |
| 60    | مالي                     | وسط    | دريسا كوليبالي (معار من نادي شباب الأهلي)   |
| 66    | الإمارات العربية المتحدة | وسط    | حمدان حميد U23 (معار من نادي شباب الأهلي)   |
| 72    | كوريا الجنوبية           | مهاجم  | سيونغ جون لي                                |
| 74    | مصر                      | مدافع  | عبد الله الرفاعي                            |
| 77    | الأرجنتين                | وسط    | براين راميريز                               |
| 80    | الإمارات العربية المتحدة | مدافع  | عمر سعيد                                    |
| 90    | البرتغال                 | مهاجم  | نيلسون بيريرا U23                           |
| 99    | مالي                     | مهاجم  | شيكنا دومبيا U23 (معار من نادي شباب الأهلي) |

### لاعبين غير مسجلين
ملاحظة: تشير الأعلام إلى المنتخب الوطني على النحو المحدد في قواعد الأهلية للفيفا. قد يحمل اللاعبون أكثر من جنسية واحدة غير تابعة للفيفا.
| الرقم | البلد        | المركز | اللاعب        |
| ----- | ------------ | ------ | ------------- |
| 25    | جنوب إفريقيا | وسط    | ثولاني سيريرو |
| 33    | الأرجنتين    | مدافع  | بريان ليموس   |

| الرقم | البلد    | المركز | اللاعب           |
| ----- | -------- | ------ | ---------------- |
| 76    | البرازيل | مهاجم  | فابريسيو يان U23 |

### المعارون
ملاحظة: تشير الأعلام إلى المنتخب الوطني على النحو المحدد في قواعد الأهلية للفيفا. قد يحمل اللاعبون أكثر من جنسية واحدة غير تابعة للفيفا.
| الرقم | البلد                    | المركز | اللاعب                                |
| ----- | ------------------------ | ------ | ------------------------------------- |
| 2     | الإمارات العربية المتحدة | مدافع  | سلطان فايز (معار إلى نادي العروبة)    |
| 19    | الإمارات العربية المتحدة | مدافع  | عادل سبيل (معار إلى نادي العروبة)     |
| 95    | الإمارات العربية المتحدة | حارس   | راشد عبد الله (معار إلى نادي العروبة) |

| الرقم | البلد                    | المركز | اللاعب                                 |
| ----- | ------------------------ | ------ | -------------------------------------- |
| --    | الإمارات العربية المتحدة | مدافع  | فراس الخصيبي (معار إلى نادي دبا الحصن) |
| --    | باراغواي                 | وسط    | إروين كوينتانا (معار إلى نادي مصفوت)   |

## انجازاته
- وصيف كأس رئيس دولة الإمارات:موسم1986/1987
- بطل دوري الدرجة الثانية الإماراتي:مواسم 1981/1982، 1993/1994، 2000/2001، 2002/2003، 2007/2008. 2019/2018